# Теорія культивації
Основне положення Теорії культивації (англ. Cultivation theory, рос. Теория культивации) полягає в тому, що чим більше часу глядач проводить перед телевізором, тим більше його сприйняття світу наближається до того образу реальності, який він бачить на екрані.
Розроблена Джорджем Гербнером і Ларрі Гроссом в Університеті Пенсільванії, теорія культивації є однією з трьох найбільш цитованих теорій у сфері досліджень масової комунікації, опублікованих у ключових наукових журналах з 1956 по 2000 роки. Виникла вона у результаті декількох великих дослідницьких проєктів у рамках загального дослідницького проєкту під назвою «Культурні показники» (англ. Cultural Indicators). Мета цього проєкту — виявлення і відстеження «культиваційних» (розвиваючих) впливів телебачення на глядачів (телезалежність). Вони були «пов'язані з ефектом ТБ-програмування (зокрема, програмування насильства) на ставлення та поведінку американського суспільства».
Гербнер стверджує, що загальна заклопотаність з приводу впливу телебачення на аудиторію випливає з безпрецедентної централізації телебачення в американській культурі. Він прирівняв владу телебачення до влади релігії, кажучи, що телебачення є в сучасному суспільстві тим, чим була релігія в колишні часи.

## Основні положення теорії

### Телебачення принципово відрізняється від інших формзасобів масової інформації[4]
Науковці Гербнер, Гросс, Морган, і Сфгноріелі стверджували, що подібно впливу релігії і науки на соціальні тенденції в попередні часи, наразі телебачення є джерелом найпоширеніших зображень і повідомлень в історії. Повторювальні шаблони масових повідомлень і зображень з ТБ формують головну течію загального символічного середовища.

### Телебаченняє «головним творцем синтетичних культурних моделей
Телебачення, на думку Гербнера і його колег, є носієм розваг в поєднанні з інформацією для щонайрізноріднішої масової аудиторії, включаючи великі групи людей, яких система масової інформації ніколи раніше не охоплювала». На цій основі логічно побудовано третє припущення про те, що суть свідомості, культивованого телебаченням, — не стільки в конкретних установках і думках, скільки в базових поняттях про «факти» життя і нормах, судженнях, на яких ґрунтуються висновки.

### Телебачення формує спосіб мислення і відносин в нашому суспільстві.
Оскільки більшість телестанцій і мереж націлені на одну і ту ж аудиторію і залежать від порівняно узагальнених, формалізованих, циклічних і повторюваних типів програм та сюжетів, як четверту гіпотезу автори проєкту заявили, що важливою культурною функцією телебачення є стабілізація соціальних моделей, культивація опору до зміни, тобто ТБ — це засіб соціалізації та окультурення.
Гербнер зауважив, що телебачення доходить до людей, у середньому, більш ніж сім годин на день. Під час перегляду, телебачення пропонує «централізовану систему оповідок». Ми живемо в умовах, які ми розповідаємо і телебачення розповідає ці історії через новини, драми, і рекламує майже це майже кожному переважну більшість часу.

### Ефекти телебачення обмежені.
Погоджуючись, що спостережуваний вимірюваний власний внесок телебачення в культуру відносно малий, Дж. Гербнер і його колеги наполягали, що незважаючи на низький рівень, ефект культивації має значні наслідки для суспільства. Вчені часто порівнюють ефект культивації з глобальними кліматичними змінами — зниження температури на всій планеті всього на кілька градусів знову може привести до льодовикового періоду, так і малий, але суттєвий вплив може мати вирішальне значення.
Хоча цей ефект не піддається точному науковому виміру, спостереженню і тісно пов'язаний з іншими культурними факторами.

## Ключові поняття гіпотези культивації

### Телебачення як найвеличніший оповідач— оптовий постачальник образів
Прибічники теорії культивації стверджують, що телебачення замінило казкарів та байкарів. Розмаїття телевізійних програм може вдовольнити потреби будь-які запити публіки. Усі телепрограми засновані на схожих, повторювальних моделях, що також іще називаються міфами, «фактами» чи ідеологіями. Вплив таких моделей надалі може призвести до «міцного вкорінення домінантних орієнтацій для більшості телеглядачів».

### Мейнстрімінг
Разом із резонансом знаходиться в основі аналізу культивації. Ця концепція припускає, що в рамках різних культур наявні домінантні комплекси переконань, поглядів, цінностей та традицій. Окремі моделі також формуються телебаченням — моделі розвитку різноманітних ситуацій, моделі гендерних ролей та ін. У сукупності ці моделі утворюють превалюючі комплекси переконань, поглядів, цінностей, що періодично відображаються у вмісті телепрограм. У глядачів, що проводять багато часу перед екраном, як правило розвиваються схожі переконання та погляди.

### Резонанс
Виникає в тому випадку, коли реальні події підтверджують викривлений образ дійсності, трансльований телебаченням. Коли безпосередній досвід телеглядача відповідає тій медіаінформації, що її він отримав з екрана, то вплив медіаінформації підсилюється — вона резонує, сприяючи ефекту культивації.

### Взаємодія
Дослідники, що займаються теорією культивації, стверджують, що між телебаченням та глядачами відбувається динамічна взаємодія.

## Процес культивації
Теоретики культивації стверджують, що їх основна заслуга в тому, що вони виявили процес культивації, який проходить двома способами. Перший — магістральний — спостерігається найчастіше у тих, хто проводить перед екраном багато часу, коли телевізійні символи стають всевладними і пригнічують інші джерела інформації та ідей про навколишній світ. Внутрішні уявлення про соціальну реальність поступово вливаються — не в політичному, а в культурному плані — в основний потік, зміст якого швидше відповідає телевізійній реальності, ніж об'єктивній.
Другий варіант культивації здійснюється через резонанс, коли глядачі бачать на телеекрані те, що найбільше збігається з їх власними повсякденними реальностями. По суті, ці люди отримують «подвійну дозу» культивації, оскільки те, що вони бачать по ТБ, знаходить відгук у їх реальному житті.

## Аналіз культивації
Аналіз культивації, розроблений Джорджем Ґербнером та його колегами, передбачає, що надмірний перегляд телебачення «культивує» таке сприйняття реальності, яке узгоджується з реальністю, продемонстрованою у телепрограмах.
Методологія
Першим кроком в аналізі культивації є детальне вивчення телевізійного контенту, щоб визначити домінуючі теми та повідомлення.
Під час другого етапу дослідники визначають, що саме (якщо таке є) телеглядачі «вбирають» з телебачення: їм ставлять питання стосовно соціального життя, на яке вони можуть дати одну з відповідей. Одна з них (ТБ-відповідь) збігається з тим, яким чином соціальна реальність відображається на телебаченні; інша — (відповідь реального світу) — відображає справжнє життя.
Потім порівнюються відповіді «запеклих» та «помірних» телеглядачів і отримується так званий «культурний диференціал». Якщо запеклі телеглядачі демонструють тенденцію до обирання ТБ-відповіді, можна стверджувати, що ефект культивації дійсно існує.

## Критика теорії
Деякі науковці стверджують, що концепція ефекту культивації має статус гіпотези, а не формальної теорії медіавпливу, що пояснюється недостатністю емпіричних доказів, які розкривають дане явище. Зокрема, дослідження не змогли пояснити психологічний механізм ефекту культивації, тобто те, як телеглядачі вчаться конструювати своє сприйняття соціальної реальності Також деякі критики звертають увагу на те, що такі поняття як «однорідний вміст» та «розповідні структури» потребують точного формулювання, а обґрунтованість понять «резонанс» та «мейнстрімінг» важко перевірити, використовуючи строгі наукові методи соціології.
Зазнала критики також методологія аналізу культивації. Насамперед невідповідність у класифікації «запеклих» та «помірних» телеглядачів, відмова контролювати джерела сторонніх змінних, нездатність пояснити досить значущу дисперсію.

## Майбутнє теорії культивації
У 2010 році дослідники Майкл Морган та Джеймс Шанахан опублікували статтю «Стан культивації», у якій було обґрунтовано думку, що теорія культивації й досі залишається актуальною. Однак автори зазначають, що тепер, в час інтернетизації, майбутні дослідження ефекту культивації будуть проводитися з урахуванням змін у самих мас-медіях, Тож дослідники, що працюють у рамках теорії культивації, намагаються розширити рамки її застосування та дещо модифікувати саму теорію та пристосувати її до нових реалій, адже, окрім телебачення, яке, однак, все ще домінує серед засобів масової комунікації у щоденному розповсюдженні інформації, у глядачів з'явилося набагато більше вебсайтів, звідки можна було б отримувати інформацію.